# Fotspår i vattnet
Fotspår i vattnet är en diktsamling av Artur Lundkvist utgiven 1949.
Samlingen anknyter till den paniska poesi som Lundkvist introducerade med Skinn över sten (1947) och innehåller breda, episka dikter. Fotspår i vattnet har betecknats som "en av Lundkvists viktigaste diktsamlingar."